# Mike Zwerin
Michael Zwerin, plus connu sous le nom de Mike Zwerin, né le 18 mai 1930 à New York et mort le 2 avril 2010 à Paris 12e, est un tromboniste de jazz américain, également écrivain et critique musical.

## Biographie

### Jeunesse
Mike Zwerin grandit dans le quartier de Forest Hills. Il étudie à la High School of Music and Art de New York, puis à l'université de Miami.

### Rencontre avec Miles Davis
En 1948, alors qu'il est âgé de 18 ans, Zwerin participe à une jam session au Minton's Playhouse. Miles Davis, présent dans le club, l'invite à prendre part à une répétition devant se tenir le lendemain au Nola's,. Zwerin participe aux répétitions du nonet formé par Davis et Gil Evans, qui doit se produire au Royal Roost de New York. L'ensemble entre plus tard en studio avec un autre tromboniste pour enregistrer des sessions qui donneront naissance à l'album Birth of the Cool,,.

### Carrière musicale
À la fin des années 1950, Mike Zwerin joue notamment dans les formations de Billy May, Sonny Dunham (en), Claude Thornhill et Maynard Ferguson. Il joue pour Bill Russo en 1960, est arrangeur pour un sextet issu des rangs d'Orchestra U.S.A. (en) de 1962 à 1965 et se produit en Union Soviétique avec l'orchestre du pianiste Earl Hines en 1966,. Il s'installe en France dans les années 1970, à cette époque il joue notamment avec Michel Petrucciani et Alan Silva,.

### Carrière journalistique
Zwerin est journaliste à Village Voice entre 1964 et 1969. Parti vivre en Europe, le tromboniste devient le correspondant européen du magazine new-yorkais jusqu'en 1971. Il écrit également pour Rolling Stone et le magazine Down Beat. Il rejoint ensuite l’International Herald Tribune à partir de 1979, puis Bloomberg News dans les années 2000.

### Carrière d'écrivain
Mike Zwerin a écrit plusieurs ouvrages consacrés au jazz. Son autobiographie, Close Enough for Jazz, paraît en 1983.

## Vie personnelle
Zwerin joue du trombone et de la trompette basse. Durant ses études il étudie le violon, le piano et l'accordéon,. Il a également pratiqué le trombone classique[réf. souhaitée] mais sa spécialité reste le jazz. En 1960, à la mort de son père, Mike Zwerin devient président de la Capitol Steel Corp, l'aciérie dans laquelle il a brièvement travaillé après avoir terminé ses études,,. Il a un fils musicien, le bassiste Ben Zwerin, et trois filles issues d'un premier mariage.

## Distinctions
Il est fait chevalier de l'ordre des Arts et des Lettres en 1992.

## Ouvrages
- (en) Michael Zwerin, The Parisian Jazz Chronicles : An Improvisational Memoir, New Haven (Conn.), Yale University Press, 2005, 214 p. (ISBN 978-0-300-10806-4, lire en ligne)
- (en) Michael Zwerin, La Tristesse de Saint Louis : Jazz As a Metaphor for Freedom, Quartet Books, 1985, 197 p. (ISBN 978-0-7043-2420-6)
- (en) Michael Zwerin, Close Enough for Jazz, London/Melbourne/New York, Quartet Books, 1983, 246 p. (ISBN 978-0-7043-2400-8)